# Myria Parino
Myria Parino Sterling (in originale Miria Farīna Jenius) è un personaggio immaginario della serie animata giapponese Macross, adattata negli anni ottanta in Robotech dalla statunitense Harmony Gold.

## Caratteristiche fisiche
Myria è alta circa 1,71m (dopo il processo di miniaturizzazione), è longilinea ed ha lunghi capelli di color verde. Nonostante sia di razza Zentradi, il suo aspetto è molto simile a quello di una normale ragazza terrestre.

## Biografia del personaggio
Myria è un'abilissima pilota della flotta Zentradi, facente parte dell'equipaggio della nave Lap Lamiz. Si unisce alla missione del comandante Vrlitwhai Kridanik, per investigare sulla cultura degli umani e sull'SDF-1. Dopo essere stata battuta in una battaglia aerea dall'umano Max Sterling, si offre volontaria nel processo di miniaturizzazione per infiltrarsi fra gli umani (gli Zentradi sono di dimensioni gigantesche rispetto agli uomini), per trovare ed uccidere l'umano che l'ha umiliata.
Dopo aver riconosciuto Maximilian in una sala giochi, Myria lo sfida in una lotta corpo a corpo, dopo aver rivelato la propria vera identità. Max riesce a battere la ragazza senza troppa difficoltà e Myria si butta ai suoi piedi chiedendo di essere uccisa. Maximilian si rifiuta, e Myria dopo averlo guardato negli occhi si rende conto dei sentimenti che reprimeva dentro di sé nei confronti del giovane umano, e i due si scambiano un bacio. Myria e Maximilian si sposano e la bimba che nasce dalla loro unione, Komilia, è il primo nato dall'unione fra un umano e una Zentradi. Myria continuerà a combattere, schierandosi però al fianco del marito con gli umani, pur mantenendo un forte senso di appartenenza alla propria razza, che le permetterà di convincere gli umani a catturare i nemici anziché ucciderli.
Myria, insieme a Maximilian Sterling, compare anche nella serie Macross 7. In questo anime, si scopre che la coppia ha avuto 7 figlie (la minore, Mylene, è una delle protagoniste dell'anime) e che Myria  è stata eletta sindaco di Macross City. Tuttavia Myiria ha divorziato da Maximilian, benché in diverse occasioni venga lasciato intuire che i due siano ancora profondamente innamorati. Myria è un sindaco particolarmente severo, la cui preoccupazione principale è quella di far rispettare la legge e mantenere l'ordine a Macross City. Così come Maximilian, Myria è ancora una abilissima pilota.